# Маликен (Мичиген)
Маликен (енгл. Mulliken) град је у америчкој савезној држави Мичиген.

## Демографија
По попису из 2010. године број становника је 553, што је 4 (-0,7%) становника мање него 2000. године.
| Група             | 2000.       | 2010.       |
| Белци             | 531 (95,3%) | 527 (95,3%) |
| Афроамериканци    | 4 (0,7%)    | 0 (0,0%)    |
| Азијати           | 1 (0,2%)    | 0 (0,0%)    |
| Хиспаноамериканци | 12 (2,2%)   | 17 (3,1%)   |
| Укупно            | 557         | 553         |